# Yuka Yamazaki
Yuka Yamazaki (山崎 由加?, Yamazaki Yuka; Tokyo, 29 giugno 1980) è un'ex calciatrice giapponese di ruolo difensore.

## Carriera

### Nazionale
Il 31 maggio 2000, Yamazaki è convocata nella Nazionale maggiore in occasione di una partita contro Australia. In tutto, Yamazaki ha giocato 7 partite con la Nazionale nipponica.

## Statistiche

### Cronologia presenze e reti in nazionale
| Cronologia completa delle presenze e delle reti in nazionale ― Giappone | Cronologia completa delle presenze e delle reti in nazionale ― Giappone | Cronologia completa delle presenze e delle reti in nazionale ― Giappone | Cronologia completa delle presenze e delle reti in nazionale ― Giappone | Cronologia completa delle presenze e delle reti in nazionale ― Giappone | Cronologia completa delle presenze e delle reti in nazionale ― Giappone | Cronologia completa delle presenze e delle reti in nazionale ― Giappone | Cronologia completa delle presenze e delle reti in nazionale ― Giappone |
| Data                                                                    | Città                                                                   | In casa                                                                 | Risultato                                                               | Ospiti                                                                  | Competizione                                                            | Reti                                                                    | Note                                                                    |
| ----------------------------------------------------------------------- | ----------------------------------------------------------------------- | ----------------------------------------------------------------------- | ----------------------------------------------------------------------- | ----------------------------------------------------------------------- | ----------------------------------------------------------------------- | ----------------------------------------------------------------------- | ----------------------------------------------------------------------- |
| 31-5-2000                                                               | Canberra                                                                | Australia                                                               | 1 – 0                                                                   | Giappone                                                                | Pan-Pacific Cup                                                         | -                                                                       |                                                                         |
| 2-6-2000                                                                | Sydney                                                                  | Giappone                                                                | 2 – 1                                                                   | Nuova Zelanda                                                           | Pan-Pacific Cup                                                         | -                                                                       |                                                                         |
| 4-6-2000                                                                | Canberra                                                                | Giappone                                                                | 0 – 2                                                                   | Cina                                                                    | Pan-Pacific Cup                                                         | -                                                                       |                                                                         |
| 8-6-2000                                                                | Newcastle                                                               | Giappone                                                                | 1 – 4                                                                   | Stati Uniti                                                             | Pan-Pacific Cup                                                         | -                                                                       |                                                                         |
| 10-6-2000                                                               | Newcastle                                                               | Giappone                                                                | 1 – 5                                                                   | Canada                                                                  | Pan-Pacific Cup                                                         | -                                                                       |                                                                         |
| 17-12-2000                                                              | Phoenix                                                                 | Stati Uniti                                                             | 1 – 1                                                                   | Giappone                                                                | Amichevole                                                              | -                                                                       |                                                                         |
| 16-3-2001                                                               | Taipei                                                                  | Taipei cinese                                                           | 0 – 2                                                                   | Giappone                                                                | Amichevole                                                              | -                                                                       |                                                                         |
| Totale                                                                  |                                                                         | Presenze                                                                | 7                                                                       |                                                                         | Reti                                                                    | 0                                                                       |                                                                         |